# Ilse Koch
Ilse Koch (Dresden, 22 de setembro de 1906 – Aichach, 1 de setembro de 1967) foi a esposa de Karl-Otto Koch, comandante dos campos de extermínio de Buchenwald e Majdanek.
Ilse tornou-se sinistramente famosa por colecionar como souvenirs pedaços de peles tatuadas de prisioneiros dos campos. Histórias de sobreviventes contam que ela tinha cúpulas de abajures feitos de pele humana no seu quarto e era conhecida pelo apelido de "A Bruxa de Buchenwald" ou "A Cadela de Buchenwald", pelo caráter perverso e crueldade sádica com que tratava os prisioneiros deste campo.

## Biografia
Nascida em Dresden, na Alemanha, uma cidade-mártir da Segunda Guerra Mundial, e filha de um fazendeiro, ela era conhecida como uma criança educada e alegre no ensino primário. Aos 15 anos deixou a escola para trabalhar numa fábrica e depois numa livraria. Na época, a economia alemã ainda não tinha se recuperado da derrota da I Guerra Mundial e seu trabalho na livraria a fez começar a se interessar pela nascente ideologia nazista, e a ter relações — em parte sexuais — com integrantes locais das SA.
Em 1936, começou a trabalhar como guarda e secretária no campo de concentração de Sachsenhausen perto de Berlim, onde veio a conhecer o comandante Karl Koch, com quem se casaria. Em 1937, chegava a Buchenwald, não como guarda, mas como esposa do comandante. Influenciada por ele e por seu poder, Ilse começou a torturar e humilhar prisioneiros, em 1940, construiu uma arena de esportes fechada, com o dinheiro de prisioneiros e seus parentes e no ano seguinte se tornaria supervisora senior da pequena guarda feminina que servia em Buchenwald.

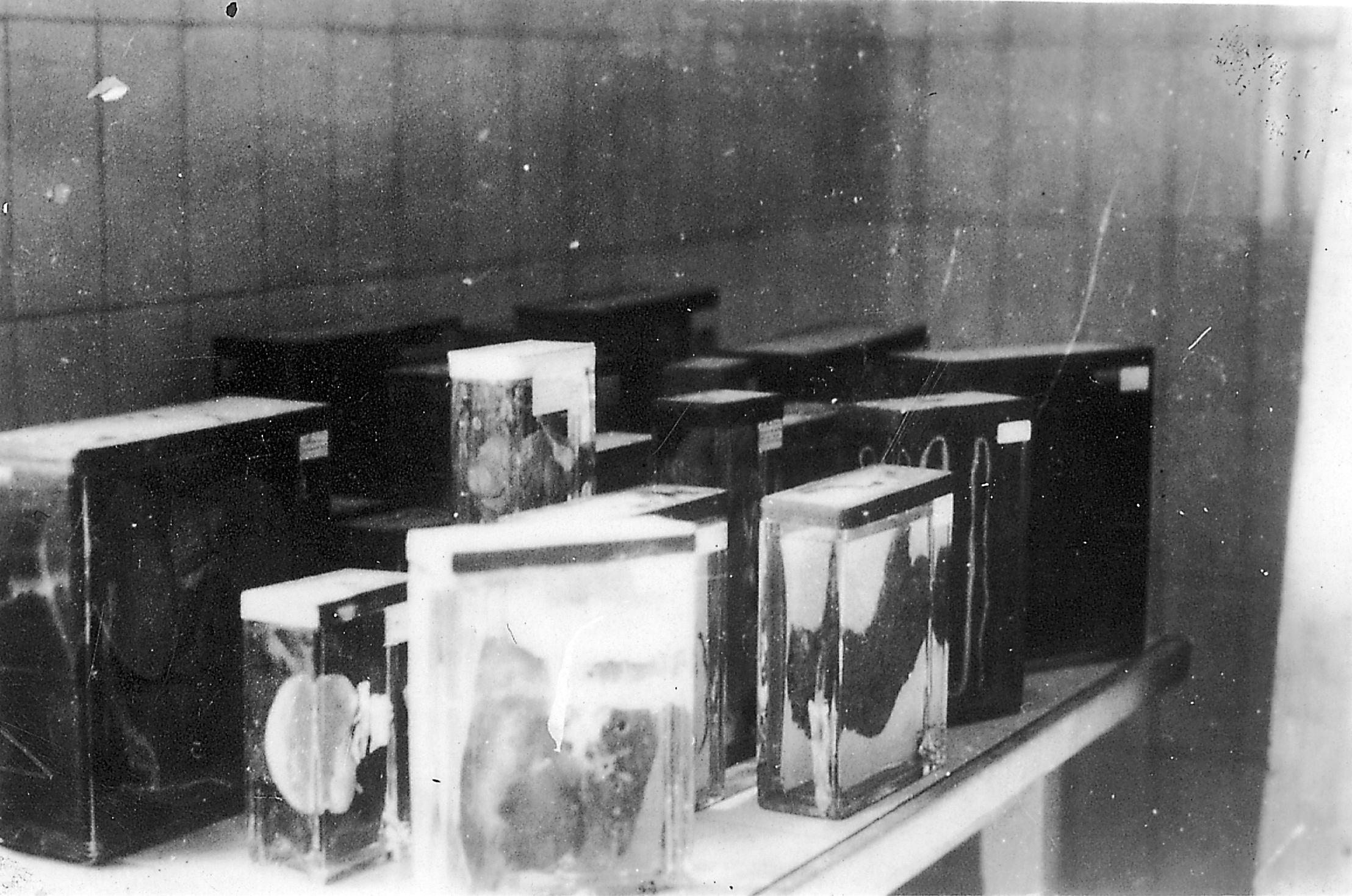
Coleção de pedaços de peles tatuadas em Buchenwald

Em 1941, Karl-Otto Koch foi transferido para o comando de Majdanek, onde serviria por dois anos. Em 1943, entretanto, eles foram presos pela Gestapo, acusados de desvio de dinheiro e de bens judeus coletados no campo, que por lei era propriedade do Reich. Ilse ficou presa até o começo de 1945 quando foi inocentada e solta, mas seu marido foi condenado à morte e executado em abril do mesmo ano. Ela então foi viver com os membros sobreviventes de sua família na cidade de Ludwigsburg onde foi presa pelos norte-americanos em 30 de junho de 1945.
Julgada por crimes de guerra, em 1947, e condenada à prisão perpétua, foi libertada após cumprir quatro anos sob a alegação de seus advogados que as evidências conseguidas não eram conclusivas. Assim que foi libertada pelos norte-americanos, foi novamente presa, desta vez pelos alemães, e colocada novamente frente a uma corte de justiça, devido ao grande número de protestos pela decisão de soltura, sendo novamente condenada à prisão perpétua.
Ilse Koch cometeu suicídio enforcando-se na prisão feminina de Aichach após escrever uma última carta a seu filho, em 1 de setembro de 1967, aos 60 anos de idade.